# Hewittia gracilis
Hewittia gracilis är en spindelart som beskrevs av Roger de Lessert 1928. Hewittia gracilis ingår i släktet Hewittia och familjen krabbspindlar.
Artens utbredningsområde är Kongo. Inga underarter finns listade i Catalogue of Life.